# Димитри Прогон
Димитри Прогон е третият областен господар на земята Арбанон, и последен от династията на Прогон. Управлява от 1208 до 1216 г. със седалище в Круя. 
Влиза в династичен съюз със Стефан Неманя, приемайки за жена неговата дъщеря - Комнина Неманя. По този начин се подсигурява за отвоюването на албанското крайбрежие от властта на Република Венеция. По този начин, Димитри Прогон застава и на страната на Стефан Първовенчани, вкл. и в предходно избухналия спор на Стефан с брат му Вукан Неманич (Стефан приема военна подкрепа от български владетел Калоян, а най-малкият им брат Сава Сръбски помирява двамата си по-големи братя Вукан и Стефан). 
Наследен е от Григор Камона, който взима за жена вдовицата му Комнина Неманя и има от нея дъщеря - омъжена за Голем, последния независим владетел на Арбанон.
Политиката на Прогон е за отстояване на православието в Арбанон с център Круя.